# Synagogue de Gaza

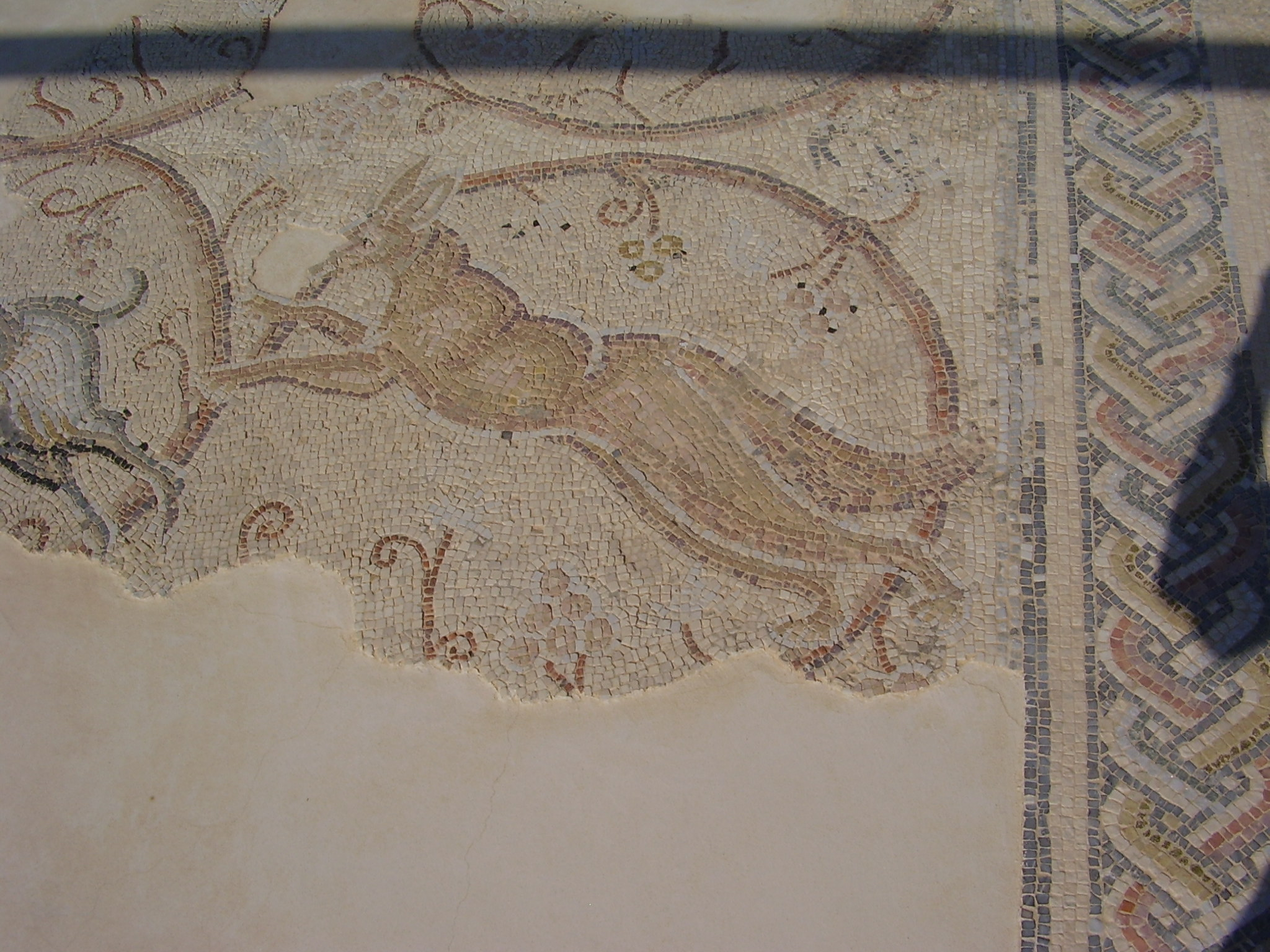
Mosaïque de l'ancienne synagogue.

La synagogue de Gaza est un édifice de culte juif antique tardif situé dans le centre de la ville antique de Gaza, aujourd'hui le quartier de Rimal. 

## Présentation
Le quartier de Rimal où se situait la synagogue de Gaza a été totalement détruit dès l'Antiquité et il n'en subsiste plus que la première assise et des pavements de mosaïque. 
Son plan est néanmoins connu : il s'agissait d'un édifice basilical à cinq nefs, orienté vers l'est (où se trouve Jérusalem) et mesurant environ 26 × 30 m. L'accès se faisait par trois portes sur le côté ouest. La nef centrale était terminée à son extrémité orientale par une abside semi-circulaire saillante. Les nefs étaient séparées par des colonnades sur toute la longueur de l'édifice. Elles étaient de largeur légèrement différente, si bien que la nef centrale est un peu décalée vers le sud.
Les mosaïques de pavement sont bien conservées à l'ouest de l'édifice et notamment dans l'aile sud : dans cette dernière, une inscription de dédicace, en grec, mentionne la date de 508/509. Les motifs de ces mosaïques figurées comprennent des rinceaux de feuillage habités de différents animaux, et surtout un David jouant de la harpe et apaisant les animaux sur le modèle iconographique d'Orphée : ce motif biblique est important dans la discussion sur l'art figuratif juif de la fin de l'Antiquité.
La synagogue fut probablement détruite au début du XIIe siècle et découverte en 1965.